# 塩川 (甲州市)
塩川（しおかわ）は、山梨県甲州市を流れる一級河川。
旧塩山市（現山梨県甲州市塩山千野）の塩山山（えんざんやま）の下から発し、そのまま南流して、山梨県甲州市塩山西広門田で、重川に合流する。